# Coronella
Coronella es un género de serpientes de la familia Colubridae que incluye tres especies de culebras extendidas por Europa, Asia occidental y el África mediterránea.

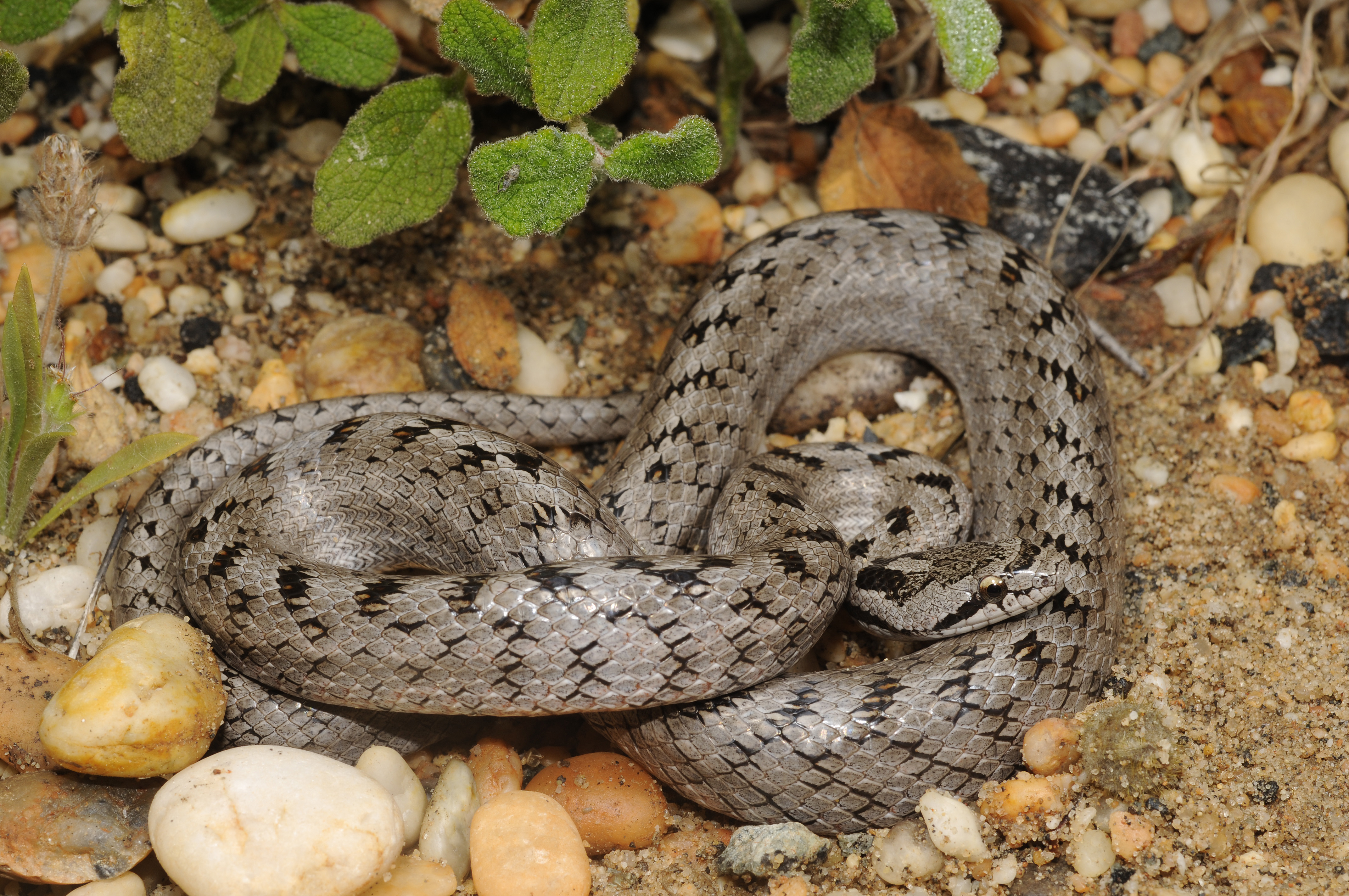
Coronella girondica.

## Especies
Se reconocen las siguientes tres especies:
- Coronella austriaca Laurenti, 1768
- Coronella brachyura (Günther, 1866)
- Coronella girondica (Daudin, 1803)